# العلاقات الإيرانية الكورية الشمالية
العلاقات الإيرانية الكورية الشمالية هي العلاقات الثنائية التي تجمع بين إيران وكوريا الشمالية.

## مقارنة بين البلدين
هذه مقارنة عامة ومرجعية للدولتين:
| وجه المقارنة                                              | إيران                    | كوريا الشمالية                        |
| --------------------------------------------------------- | ------------------------ | ------------------------------------- |
| المساحة (كم2)                                             | 1.65 مليون               | 120.54 ألف                            |
| عدد السكان (نسمة)                                         | 79.97 مليون              | 25.49 مليون                           |
| الكثافة السكانية (ن./كم²)                                 | 48.47                    | 211.47                                |
| العاصمة                                                   | طهران                    | بيونغيانغ                             |
| اللغة الرسمية                                             | لغة فارسية               | لغة كوريا الشمالية القياسية ‏          |
| العملة                                                    | ريال إيراني              | وون كوري شمالي                        |
| الناتج المحلي الإجمالي (بليون دولار)                      | 439.51 مليار             |                                       |
| الناتج المحلي الإجمالي (تعادل القوة الشرائية) بليون دولار | 1.36 تريليون             |                                       |
| الناتج المحلي الإجمالي الاسمي للفرد دولار أمريكي          |                          |                                       |
| الناتج المحلي الإجمالي للفرد دولار أمريكي                 |                          |                                       |
| مؤشر التنمية البشرية                                      | 0.766                    |                                       |
| رمز المكالمات الدولي                                      | +98                      | +850                                  |
| رمز الإنترنت                                              | .ir،                     | .kp                                   |
| المنطقة الزمنية                                           | ت ع م+03:30، توقيت إيران | ت ع م+08:30، ت ع م+08:30، ت ع م+09:00 |

## منظمات دولية مشتركة
يشترك البلدان في عضوية مجموعة من المنظمات الدولية، منها:
| علم المنظمة | اسم المنظمة                   | تاريخ انضمام إيران | تاريخ انضمام كوريا الشمالية |
| ----------- | ----------------------------- | ------------------ | --------------------------- |
|             | يونسكو                        | 6 سبتمبر 1948      | 18 أكتوبر 1974              |
|             | الاتحاد البريدي العالمي       | ?                  | ?                           |
|             | الأمم المتحدة                 | 24 أكتوبر 1945     | 17 سبتمبر 1991              |
|             | المنظمة الهيدروغرافية الدولية | ?                  | ?                           |
|             | حركة عدم الانحياز             | ?                  | ?                           |

## وصلات خارجية
- موقع وزارة الخارجية الإيرانية
- موقع وزارة الخارجية الكورية الشمالية